# Cnidoscolus calyptratus
Cnidoscolus calyptratus är en törelväxtart som beskrevs av Francisco Javier Fernández Casas. Cnidoscolus calyptratus ingår i släktet Cnidoscolus och familjen törelväxter. Inga underarter finns listade i Catalogue of Life.